# اورینت (واشینگتن)
اورینت (به انگلیسی: Orient) یک منطقهٔ مسکونی در ایالات متحده آمریکا است که در شهرستان فری، واشینگتن واقع شده‌است. اورینت  ۱۱۳ نفر جمعیت دارد و ۴۴۲٫۸۸ متر بالاتر از سطح دریا واقع شده‌است.